# Graafstroom
Graafstroom (dân số: 9.697 năm 2004) là một đô thị thuộc ở tỉnh Zuid-Holland, phía Tây Hà Lan. Đô thị này có diện tích 69,32 km² (26,76 dặm vuông) trong đó có 2,21 km² (0,85 dặm vuông) là mặt nước.
Đô thị Graafstroom gồm các trung tâm dân cư: Bleskensgraaf en Hofwegen, Brandwijk, Goudriaan, Molenaarsgraaf, Ottoland, Oud-Alblas, Wijngaarden.